# Tancredi Tibaldi
Giuseppe Tancredi Tibaldi (in francese: Tancrède Joseph Tibaldi; Solero, 1851 – Aosta, 1916) è stato un saggista e scrittore italiano, di storia, folclore e cultura popolare valdostani.

## Biografia
Giuseppe Tancredi Tibaldi, noto come Tancredi Tibaldi, nasce a Solero nel 1851.
Tibaldi è l'unico storico valdostano laico del suo tempo. Scrive in un'epoca di grandi trasformazioni postunitarie che hanno un grande impatto locale: per esempio nel 1886 si rammarica della scomparsa graduale dei vitigni autoctoni e dell'abbandono della viticoltura. Studioso delle tradizioni, testimone dei cambiamenti della lingua e dei costumi in corso in Valle d'Aosta, raccoglie leggende e aneddoti; folclorista, descrive tra le altre cose l'usanza della Badoche di La Salle attraverso le vicende di un valligiano del Seicento in Ours Thibaut nel 1892.
Scrive biografie di personaggi illustri del suo tempo, come quella del 1897 del contemporaneo Innocenzo Manzetti, con uno stile colorito e talvolta storicamente poco rigoroso al limite del dilettantesco.
Oltre che scrittore è cancelliere del Tribunale di Aosta ed è giornalista. Diventa quindi sindaco di Saint-Denis e negli stessi anni, per varie vicende, si interessa al Castello di Cly, di cui formalizza l'acquisto della proprietà per conto del comune intorno al 1900; da allora il maniero medievale risulta tra i beni immobili del comune.
Di idee liberali e anticlericali, un'eccezione per la sua epoca, viene talvolta accusato di plagio ed è spesso al centro di numerose polemiche: per esempio, è accusato da François-Gabriel Frutaz di privilegiare la lingua italiana rispetto al francese usato dalla popolazione, ancora sostanzialmente francofona, come confermerebbe il pamphlet di Tibaldi spesso del 1912 Il trionfo dell'"Idioma gentile" nella Valle d'Aosta: cimenti e schermaglie tra le lingue francese ed italiana e soprattutto la pubblicazione in italiano della prima opera di storia locale nel 1902.
La sua opera principale è La regione d'Aosta attraverso i secoli, che esce in 5 volumi distinti tra il 1900 e il 1916: proprio per l'impostazione artigianale e indipendente permette di chiarire alcuni aspetti tralasciati da opere storiografiche precedenti, con un occhio di riguardo per la cultura popolare e la vita quotidiana. Hanno discreto successo anche le sue raccolte di aneddoti e leggende, ristampate.
Muore ad Aosta nel 1916.

## Opere

### Saggi e aneddotica
- La regione d'Aosta attraverso i secoli - studi critici di storia, Torino:  Roux e Viarengo, 1902.
- Il castello d'Issogne ed una visione medioevale, in La rivista di Roma, V, Aosta: ITLA, 1993.
- La Vallée d'Aoste: au moyen âge et à la Renaissance, essai, Turin: J. Tarizzo, 1886
- Épilogue à l'Essai sur la peinture en Vallée d'Aoste: critique d'une critique, Ivrée : Etablissement L. Garda, 1915
- Noël et la messe de minuit à Châtillon: tradition valdôtaine, Aoste: Imprimerie Louis Mensio, 1888.
- Les hôtels des monnaies de la cité et du duché d'Aoste, Aoste: Marguerettaz, 1910.
- Le zecche della città e del ducato di Aosta, Torino: Tipografia editrice del "Venerdì della contessa", 1910.
- Brevi cenni storici sulla sorgente Jeanne-Baptiste in Courmayeur e sul nuovo Stabilimento idroterapico di Michele Tavernier, Aosta: Tipografia Luigi Mensio, 1884.
- Monumenti e bellezze in dispersione nella Valle d'Aosta: intorno al progetto di legge sulla tutela delle bellezze naturali, Torino: Tipografia editrice del Venerdì della contessa, 1910.
- In Val d'Aosta: la pittura attraverso i secoli ed i fratelli Artari, Aosta: Marguerettaz, 1914.
- Une plante disparue de la vallée d'Aoste, Genève: Kündig & fils, 1897.

Pamphlet
- Il trionfo dell'"Idioma gentile" nella Valle d'Aosta: cimenti e schermaglie tra le lingue francese ed italiana, Torino: Bocca, 1912.

Aneddotica e leggende
- Il diavolo nella leggenda e nella tradizione in Val d'Aosta. Studi sul folklore, 1911
  - Ristampa anastatica, ed. Forni, 1984.
  - Serate valdostane illustrate: le leggende del diavolo ed altri saggi di folklore, Borgosesia: Corradini, 1992
- Lo stambecco e le cacce di Vittorio Emanuele II in Val d'Aosta, bozzetto, Aosta: Mensio, 1878.
- Lo stambecco: le cacce e la vita dei reali d'Italia nelle Alpi, Torino: Streglio, 1904
- Veillées valdotaines illustrées: contes, traditions et légendes, esquisses de moeurs, proverbes, dictons, 2e ed. revue et augmentée, Torino: Stabilimento Tipografico Edoardo Pianca, 1912.
- L'occision du dernier ours de la Vallée d'Aoste, Aoste: Fusanotti Jean, 1909.

Biografie
- (IT, FR)  Innocenzo Manzetti di Aosta: appunti e spigolature, notes et recueils, traduction française par Gilberte Manzetti, Torino: Roux-Frassati, 1897.

Narrativa
- Una sommossa allegra: novella montanina, Torino, 1914.
- Junie et Italicus, ou, La Vallée d'Aoste au siècle d'Auguste: récit historique, Turin: Imprimerie Roux et Favale, 1881.
- (FR)  Ours Thibaut, conte valdotain du 17. siècle, Ivrée: Imprimerie Laurent Garda, 1892.